# Оте (Горња Саона)
Оте (фр. Autet) насеље је и општина у источној Француској у региону Франш-Конте, у департману Горња Саона која припада префектури Везул.
По подацима из 2011. године у општини је живело 312 становника, а густина насељености је износила 27,49 становника/km². Општина се простире на површини од 11,35 km². Налази се на средњој надморској висини од 208 метара (максималној 248 m, а минималној 191 m).

## Демографија
| 1962. | 1968. | 1975. | 1982. | 1990. | 1999. | 2011. |
| ----- | ----- | ----- | ----- | ----- | ----- | ----- |
| 256   | 331   | 387   | 323   | 301   | 263   | 312   |

График промене броја становника у току последњих година